# Колет, Джон
Джон Колет (англ. John Colet; 1466, Лондон — 18 сентября 1519, там же) — декан собора святого Павла в Лондоне, капеллан Генриха VIII.

## Взгляды
Отвергал тайну исповеди, безбрачие духовенства и многие другие католические правила, позже отброшенные и протестантами.

## Труды[1]
- «Absolutismus de octo orationis partium constructione Libellus» (Антверпен, 1530),
- «Rudimenta Grammatices» (Лондон, 1539),
- «Daily Devotions»,
- «Epistolae ad Erasmum» и др.